# Isabel Cruzado
Isabel Cruzado es una deportista española que compitió en taekwondo. Ganó una medalla de oro en el Campeonato Mundial de Taekwondo de 1993 en la categoría de –43 kg.

## Palmarés internacional
| Campeonato Mundial | Campeonato Mundial          | Campeonato Mundial | Campeonato Mundial |
| Año                | Lugar                       | Medalla            | Categoría          |
| ------------------ | --------------------------- | ------------------ | ------------------ |
| 1993               | Nueva York (Estados Unidos) | Medalla de oro     | –43 kg             |